# Caroline Dolehide
Caroline Dolehide (ur. 5 września 1998 w Hinsdale) – amerykańska tenisistka, finalistka juniorskiego French Open 2015 i US Open 2016 w grze podwójnej dziewcząt.

## Kariera tenisowa
W rozgrywkach zawodowych zadebiutowała we wrześniu 2013 roku, biorąc udział w turnieju rangi ITF w Hilton Head Island. Zwyciężyła w ośmiu turniejach w grze pojedynczej i w dziewięciu w grze podwójnej rangi ITF.

## Historia występów wielkoszlemowych
Legenda
     W, wygrany turniej
     F, przegrana w finale
     SF, przegrana w półfinale
     QF, przegrana w ćwierćfinale
     xR, przegrana w x rundzie
     Qx, przegrana w x rundzie kwalifikacji
     A, brak startu
     NH, turniej nie odbył się

### Występy w grze pojedynczej
| Australian Open        | A | A    | A | A   | A   | Q2  | Q2  | Q3  | Q1  | 1R  | Q1 | 2R | 2R | 0 / 3  | 2 – 3  |  |  |  |  |  |  |  |  |  |  |  |
| French Open            | A | A    | A | A   | A   | 2R  | A   | Q1  | Q1  | Q2  | Q1 | 1R | 2R | 0 / 3  | 2 – 3  |  |  |  |  |  |  |  |  |  |  |  |
| Wimbledon              | A | A    | A | A   | A   | 1R  | Q2  | NH  | Q1  | A   | 1R | 1R | 2R | 0 / 4  | 1 – 4  |  |  |  |  |  |  |  |  |  |  |  |
| US Open                | A | A    | A | Q2  | Q2  | 1R  | 1R  | 1R  | Q3  | Q1  | 1R | 2R |    | 0 / 5  | 1 – 5  |  |  |  |  |  |  |  |  |  |  |  |
|                        |   |      |   |     |     |     |     |     |     |     |    |    |    |        |        |  |  |  |  |  |  |  |  |  |  |  |
| Ranking na koniec roku | – | 1078 | – | 347 | 148 | 128 | 154 | 151 | 195 | 172 | 42 | 82 |    | 0 / 15 | 6 – 15 |  |  |  |  |  |  |  |  |  |  |  |

### Występy w grze podwójnej
| Australian Open        | A | A    | A    | A   | A  | A   | A  | QF | 1R | QF | QF | 2R | 1R | 0 / 6  | 10 – 6  |  |  |  |  |  |  |  |  |  |  |  |  |
| French Open            | A | A    | A    | A   | A  | A   | A  | 2R | 2R | 2R | 1R | SF | 1R | 0 / 6  | 7 – 6   |  |  |  |  |  |  |  |  |  |  |  |  |
| Wimbledon              | A | A    | A    | A   | A  | Q1  | A  | NH | SF | A  | SF | SF | QF | 0 / 4  | 14 – 4  |  |  |  |  |  |  |  |  |  |  |  |  |
| US Open                | A | A    | A    | A   | 2R | 3R  | SF | 1R | QF | SF | 1R | 2R |    | 0 / 8  | 15 – 8  |  |  |  |  |  |  |  |  |  |  |  |  |
|                        |   |      |      |     |    |     |    |    |    |    |    |    |    |        |         |  |  |  |  |  |  |  |  |  |  |  |  |
| Ranking na koniec roku | – | 1145 | 1282 | 818 | 99 | 163 | 62 | 38 | 27 | 35 | 40 | 14 |    | 0 / 24 | 46 – 24 |  |  |  |  |  |  |  |  |  |  |  |  |

### Występy w grze mieszanej
| Australian Open | A | A | A | A | A | A | A | A  | 1R | A | A | A | A | 0 / 1 | 0 – 1 |  |  |  |  |  |  |  |  |  |  |  |  |
| French Open     | A | A | A | A | A | A | A | NH | A  | A | A | A | A | 0 / 0 | 0 – 0 |  |  |  |  |  |  |  |  |  |  |  |  |
| Wimbledon       | A | A | A | A | A | A | A | NH | A  | A | A | A | A | 0 / 0 | 0 – 0 |  |  |  |  |  |  |  |  |  |  |  |  |
| US Open         | A | A | A | A | A | A | A | NH | A  | A | A | A |   | 0 / 0 | 0 – 0 |  |  |  |  |  |  |  |  |  |  |  |  |
|                 |   |   |   |   |   |   |   |    |    |   |   |   |   |       |       |  |  |  |  |  |  |  |  |  |  |  |  |
|                 |   |   |   |   |   |   |   |    |    |   |   |   |   | 0 / 1 | 0 – 1 |  |  |  |  |  |  |  |  |  |  |  |  |

## Finały turniejów WTA
| Legenda                   | Legenda |
| ------------------------- | ------- |
| Wielki Szlem              |         |
| Igrzyska olimpijskie      |         |
| WTA Tour Championships    |         |
| od 2021                   |         |
| WTA 1000 (obowiązkowe)    |         |
| WTA 1000 (nieobowiązkowe) |         |
| WTA 500                   |         |
| WTA 250                   |         |
| WTA 125                   |         |

### Gra pojedyncza 2 (0–2)
| Końcowy wynik | Nr | Data              | Turniej     | Nawierzchnia | Przeciwniczka  | Wynik finału |
| ------------- | -- | ----------------- | ----------- | ------------ | -------------- | ------------ |
| Finalistka    | 1. | 23 września 2023  | Guadalajara | Twarda       | Maria Sakari   | 5:7, 3:6     |
| Finalistka    | 2. | 27 listopada 2024 | Kanton      | Twarda       | Olga Danilović | 3:6, 1:6     |

### Gra podwójna 8 (2–6)
| Końcowy wynik | Nr | Data                | Turniej    | Nawierzchnia | Partnerka        | Przeciwniczki                     | Wynik finału      |
| ------------- | -- | ------------------- | ---------- | ------------ | ---------------- | --------------------------------- | ----------------- |
| Zwyciężczyni  | 1. | 20 marca 2021       | Monterrey  | Twarda       | Asia Muhammad    | Heather Watson Zheng Saisai       | 6:2, 6:3          |
| Finalistka    | 1. | 13 czerwca 2021     | Nottingham | Trawiasta    | Storm Sanders    | Ludmyła Kiczenok Makoto Ninomiya  | 4:6, 7:6(3), 8–10 |
| Finalistka    | 2. | 3 października 2021 | Chicago    | Twarda       | Coco Vandeweghe  | Květa Peschke Andrea Petković     | 3:6, 1:6          |
| Finalistka    | 3. | 12 czerwca 2022     | Nottingham | Trawiasta    | Monica Niculescu | Beatriz Haddad Maia Zhang Shuai   | 6:7(2), 3:6       |
| Finalistka    | 4. | 17 lutego 2024      | Doha       | Twarda       | Desirae Krawczyk | Demi Schuurs Luisa Stefani        | 4:6, 2:6          |
| Zwyciężczyni  | 2. | 12 sierpnia 2024    | Toronto    | Twarda       | Desirae Krawczyk | Gabriela Dabrowski Erin Routliffe | 7:6(2), 3:6, 10–7 |
| Finalistka    | 5. | 6 kwietnia 2025     | Charleston | Ceglana      | Desirae Krawczyk | Jeļena Ostapenko Erin Routliffe   | 4:6, 2:6          |
| Finalistka    | 6. | 26 lipca 2025       | Waszyngton | Twarda       | Sofia Kenin      | Taylor Townsend Zhang Shuai       | 1:6, 1:6          |

## Finały turniejów WTA 125

### Gra podwójna 1 (1–0)
| Końcowy wynik | Nr | Data            | Turniej             | Nawierzchnia | Partnerka      | Przeciwniczki                  | Wynik finału |
| ------------- | -- | --------------- | ------------------- | ------------ | -------------- | ------------------------------ | ------------ |
| Zwyciężczyni  | 1. | 11 czerwca 2023 | La Bisbal d’Empordà | Ceglana      | Diana Sznajder | Aliona Bolsova Rebeka Masarova | 7:6(5), 6:3  |

## Występy w Turnieju Mistrzyń

### W grze podwójnej
| Rok  | Rezultat     | Partnerka        | Przeciwniczki                                                                                        | Wynik                                        |
| 2024 | Faza grupowa | Desirae Krawczyk | Sara Errani Jasmine Paolini Chan Hao-ching Wieronika Kudiermietowa Gabriela Dabrowski Erin Routliffe | 6:1, 1:6, 4–10 6:3, 3:6, 7–10 6:4, 3:6, 6–10 |

## Finały turniejów ITF
| turnieje z pulą nagród 100 000 $ |
| turnieje z pulą nagród 80 000 $  |
| turnieje z pulą nagród 60 000 $  |
| turnieje z pulą nagród 25 000 $  |
| turnieje z pulą nagród 15 000 $  |
| turnieje z pulą nagród 10 000 $  |

### Gra pojedyncza 12 (8–4)
| Rezultat     |    | Data       | Turniej              | ($)    | Naw.    | Przeciwniczka       | Wynik            |
| Zwyciężczyni | 1. | 05/06/2016 | Buffalo              | 10 000 | Ceglana | Lauren Herring      | 6:1, 7:5         |
| Finalistka   | 1. | 02/10/2016 | Stillwater           | 25 000 | Twarda  | Danielle Collins    | 0:1 krecz        |
| Zwyciężczyni | 2. | 19/02/2017 | Surprise             | 25 000 | Twarda  | Danielle Lao        | 6:3, 6:1         |
| Finalistka   | 2. | 30/04/2017 | Charlottesville      | 60 000 | Ceglana | Madison Brengle     | 4:6, 3:6         |
| Zwyciężczyni | 3. | 16/07/2017 | Winnipeg             | 25 000 | Twarda  | Mayo Hibi           | 6:3, 6:4         |
| Zwyciężczyni | 4. | 15/04/2018 | Indian Harbour Beach | 60 000 | Ceglana | Irina Bara          | 6:4, 7:5         |
| Finalistka   | 3. | 14/04/2019 | Pelham               | 25 000 | Ceglana | Barbora Krejčíková  | 4:6, 3:6         |
| Zwyciężczyni | 5. | 18/08/2019 | Concord              | 60 000 | Twarda  | Ann Li              | 6:3, 7:5         |
| Zwyciężczyni | 6. | 29/09/2019 | Charleston           | 60 000 | Ceglana | Grace Min           | 6:2, 6:7(5), 6:0 |
| Zwyciężczyni | 7. | 16/04/2023 | Boca Raton           | 25 000 | Ceglana | Hailey Baptiste     | 6:4, 6:4         |
| Zwyciężczyni | 8. | 14/05/2023 | Naples               | 60 000 | Ceglana | Julija Starodubcewa | 7:5, 7:5         |
| Finalistka   | 4. | 06/07/2023 | Lexington            | 60 000 | Twarda  | Renata Zarazúa      | 6:1, 6:7(4), 5:7 |

### Gra podwójna 13 (9–4)
| Rezultat     |    | Data       | Turniej         | ($)       | Naw.          | Partnerka             | Przeciwniczki                          | Wynik             |
| Zwyciężczyni | 1. | 04/06/2016 | Buffalo         | 10 000    | Ceglana       | Ingrid Neel           | Sophie Chang Alexandra Mueller         | 5:7, 6:3, 10–6    |
| Finalistka   | 1. | 05/02/2017 | Midland         | 100 000   | Twarda (hala) | Kayla Day             | Ashley Weinhold Caitlin Whoriskey      | 6:7(1), 3:6       |
| Zwyciężczyni | 2. | 25/02/2017 | Rancho Santa Fe | 25 000    | Twarda        | Kayla Day             | Anhelina Kalinina Chiara Scholl        | 6:3, 1:6, 10–7    |
| Finalistka   | 2. | 15/07/2017 | Winnipeg        | 25 000    | Twarda        | Kimberly Birrell      | Hiroko Kuwata Walerija Sawinych        | 4:6, 6:7(4)       |
| Zwyciężczyni | 3. | 23/09/2017 | Tampico         | 100 000+H | Twarda        | María Irigoyen        | Kaitlyn Christian Giuliana Olmos       | 6:4, 6:4          |
| Zwyciężczyni | 4. | 13/04/2019 | Pelham          | 25 000    | Ceglana       | Usue Maitane Arconada | Oana Georgeta Simion Gabriela Talabă   | 6:3, 6:0          |
| Zwyciężczyni | 5. | 20/04/2019 | Dothan          | 80 000    | Ceglana       | Usue Maitane Arconada | Destanee Aiava Astra Sharma            | 7:6(5), 6:4       |
| Finalistka   | 3. | 12/05/2019 | Bonita Springs  | 100 000   | Ceglana       | Usue Maitane Arconada | Alexa Guarachi Erin Routliffe          | 3:6, 6:7(5)       |
| Zwyciężczyni | 6. | 07/06/2019 | Surbiton        | 100 000   | Trawiasta     | Jennifer Brady        | Heather Watson Yanina Wickmayer        | 6:3, 6:4          |
| Finalistka   | 4. | 13/07/2019 | Honolulu        | 60 000    | Twarda        | Usue Maitane Arconada | Hayley Carter Jamie Loeb               | 4:6, 4:6          |
| Zwyciężczyni | 7. | 26/10/2019 | Macon Classic   | 80 000    | Twarda        | Usue Maitane Arconada | Jaimee Fourlis Walendini Gramatikopulu | 6:7(2), 6:2, 10–8 |
| Zwyciężczyni | 8. | 08/02/2020 | Midland         | 100 000   | Twarda (hala) | Maria Sanchez         | Walerija Sawinych Yanina Wickmayer     | 6:3, 6:4          |
| Zwyciężczyni | 9. | 27/02/2021 | Boca Raton      | 25 000    | Twarda        | Usue Maitane Arconada | Conny Perrin Camila Osorio             | 6:3, 6:4          |

## Finały juniorskich turniejów wielkoszlemowych

### Gra podwójna (2)
| Końcowy wynik | Rok  | Turniej     | Nawierzchnia | Partnerka        | Przeciwniczki                           | Wynik finału    |
| Finalistka    | 2015 | French Open | Ceglana      | Katerina Stewart | Miriam Kolodziejová Markéta Vondroušová | 0:6, 3:6        |
| Finalistka    | 2016 | US Open     | Twarda       | Kayla Day        | Jada Hart Ena Shibahara                 | 6:4, 2:6, 11–13 |